# Савчук, Вадим Иванович
Вади́м Ива́нович Савчу́к (род. 28 января 1970, пгт им. Кирова, Дзержинский район, Донецкая область, УССР) — гвардии майор ВС РФ, участник Первой чеченской войны, Герой Российской Федерации (1995). Заместитель командира разведывательной роты 108-го гвардейского парашютно-десантного полка 7-й гвардейской Краснознамённой ордена Кутузова 2-й степени воздушно-десантной дивизии.

## Биография
Родился 28 января 1970 года в пгт имени Кирова (ныне Кирово) Дзержинского района Донецкой области Украинской ССР. В 1985 году окончил среднюю школу, после чего поступил в Казанское суворовское военное училище, которое окончил в 1987 году.
В августе 1987 года поступил на службу в Советскую армию. Окончил Рязанское высшее воздушно-десантное командное училище имени Ленинского Комсомола в 1991 году, после чего поступил на службу в 108-й гвардейский парашютно-десантный полк, сначала на должность командира взвода, после — заместитель командира разведроты.
С января 1995 года — участник первой чеченской войны, в том числе участник штурма Грозного. 15 января 1995 года во главе разведгруппы участвовал в операции по захвату Президентского дворца, передавал по рации сведения о дислокации и перемещениях противника, чем способствовал успешному скрытному продвижению российских частей в тыл дудаевцам. Обнаружив боевиков, готовившихся к контратаке по российским войскам, атаковал противника с тыла с использованием огнемётов. Был ранен, но остался в бою.
Указом Президента Российской Федерации от 9 августа 1995 года за мужество и героизм, проявленные при выполнении специального задания, гвардии старшему лейтенанту Савчуку Вадиму Ивановичу присвоено звание Героя Российской Федерации с вручением медали «Золотая звезда» (№ 195).
После награждения продолжил службу в ВДВ. В 1995 году назначен командиром разведроты 162-го отдельного разведывательного батальона 7-й гвардейской воздушно-десантной дивизии. С 1997 года — помощник начальника разведки 108-го парашютно-десантного полка. В 1998 году — командир парашютно-десантной роты 97-го гвардейского парашютно-десантного полка (Новороссийск). В ходе расформирования полка в 1998 году гвардии капитан В. И. Савчук уволен в запас.